# Kühne Lóránt
Kühne Lóránt (Moson, 1886. szeptember 29. – Budapest, 1963. december 13.) a gyáralapító Kühne Ede fia, a vállalat utolsó tőkés tulajdonosa, országgyűlési képviselő, a felsőház tagja.

## Élete
Középiskolai tanulmányait Budapesten, a Ferenc József Nevelőintézetben végezte. Érettségi után a lipcsei és kölni kereskedelmi főiskolán, majd a berlini, zürichi és heidelbergi egyetemen folytatott tanulmányokat. 1909-ben Heidelbergben védte meg a magyar gabonakereskedelem történetével foglalkozó bölcsészdoktori értekezését. 1929-től a Kühne-gyár ügyvezető igazgatója volt. Giesswein Sándor halála után a magyaróvári került országgyűlési képviselője, 1927-től Győr-Moson-Pozsony vármegyék törvényhatósági bizottsága által delegált tag volt az országgyűlés felsőházában. 1935-ben ismét indult a képviselő-választáson, hogy a nemzeti szocialista gróf Pálffy Fidéllel fölvegye a küzdelmet. Kühne Lóránt nagy többséggel győzött, de az 1939. évi képviselő-választáson már nem indult, mert liberális felfogásával egyre nehezebben tudta összeegyeztetni a jobbra tolódó kormánypolitikát. A munkások iránt mindig megértéssel viseltető gyáros a törvényhozásban elfoglalt pozícióin túlmenően közvetlenül is részt vett vármegyéje politikai, közigazgatási és társadalmi életében. Tagja volt a vármegye törvényhatósági bizottságának és Mosonmagyaróvár képviselő-testületének. Támogatta a Kis-Duna-híd létesítését, a járásbíróság és a tüdőszanatórium építését. Igazgatósági tagja volt a Magyar Gyáriparosok Országos Szövetségének, a Mosonmegyei Takarékpénztárnak és a Mosonmagyaróvári Takarékpénztárnak. Dr. Kühne Lóránt nem örökölte apja műszaki érzékét és szervezőtehetségét, de tisztel és becsülte apja örökét. Szerette a zenét, s üzletemberként és politikusként is emberséges volt. Budapesten halt meg, hamvai a mosoni temetőben a családi sírboltban nyugszanak.